# Ель-Бейда
Ель-Бейда (араб. البيضاء‎‎) — місто на північному сході Лівії, розташоване за 200 км на схід від Бенґазі. Населення міста, станом на 2010 рік, становило близько 250 тис. мешканців.
У місті знаходиться гробниця співдвижника пророка Мухаммеда, Рувайфі бін Табіт аль-Ансарі. На його ім'я місто раніше було відоме як Сіді-Рафаа, але в 19 столітті отримало назву Аз-Завія-Ель-Бейда («білий монастир»). У 1950-тих роках місто було істотно перебудовано з метою утворення тут столиці Лівії, якою, проте, стало Триполі.

## Клімат
Місто знаходиться у зоні, котра характеризується середземноморським кліматом. Найтепліший місяць — серпень із середньою температурою 23,5 °C. Найхолодніший місяць — січень, із середньою температурою 9,8 °С.
| Клімат Ель-Бейди        | Клімат Ель-Бейди | Клімат Ель-Бейди | Клімат Ель-Бейди | Клімат Ель-Бейди | Клімат Ель-Бейди | Клімат Ель-Бейди | Клімат Ель-Бейди | Клімат Ель-Бейди | Клімат Ель-Бейди | Клімат Ель-Бейди | Клімат Ель-Бейди | Клімат Ель-Бейди | Клімат Ель-Бейди |
| Показник                | Січ.             | Лют.             | Бер.             | Квіт.            | Трав.            | Черв.            | Лип.             | Серп.            | Вер.             | Жовт.            | Лист.            | Груд.            | Рік              |
| Середній максимум, °C   | 14,2             | 15,4             | 18               | 22,1             | 25,9             | 29,6             | 29,1             | 28,9             | 27,8             | 25,9             | 21               | 16,7             | 22,9             |
| Середня температура, °C | 9,8              | 10,3             | 12,2             | 15,6             | 19               | 22,4             | 23,3             | 23,5             | 21,9             | 19,1             | 15,3             | 11,5             | 17               |
| Середній мінімум, °C    | 5,8              | 6                | 7,7              | 10,1             | 13,5             | 16,7             | 18,1             | 18,2             | 16,7             | 14,8             | 11,4             | 8                | 12,3             |
| Норма опадів, мм        | 118.8            | 86.6             | 60               | 28.2             | 6.8              | 2                | 0.6              | 1.1              | 11.7             | 57.2             | 59.2             | 110.8            | 543              |
| Днів з опадами          | 12,8             | 11               | 7,4              | 4,4              | 2,5              | 0,5              | 0,4              | 0,2              | 1,4              | 3,6              | 7,5              | 10,8             | 62,5             |
| Вологість повітря, %    | 65.7             | 63.9             | 62.1             | 59.2             | 57.3             | 54.2             | 54.9             | 56.6             | 58.9             | 62.1             | 64.7             | 65.1             | 60.4             |
| ----------------------- | ---------------- | ---------------- | ---------------- | ---------------- | ---------------- | ---------------- | ---------------- | ---------------- | ---------------- | ---------------- | ---------------- | ---------------- | ---------------- |
| Джерело: Weatherbase    |                  |                  |                  |                  |                  |                  |                  |                  |                  |                  |                  |                  |                  |